# Marian Sługocki
Marian Sługocki herbu Ślepowron (ur. 10 lipca 1883 w Krakowie, zm. 10 października 1944 w Iwoniczu-Zdroju) – profesor, artysta, rzeźbiarz i malarz, działacz niepodległościowy, legionista, członek Polskiej Organizacji Wojskowej, uczestnik wojny polsko-bolszewickiej, kawaler Orderu Virtuti Militari.

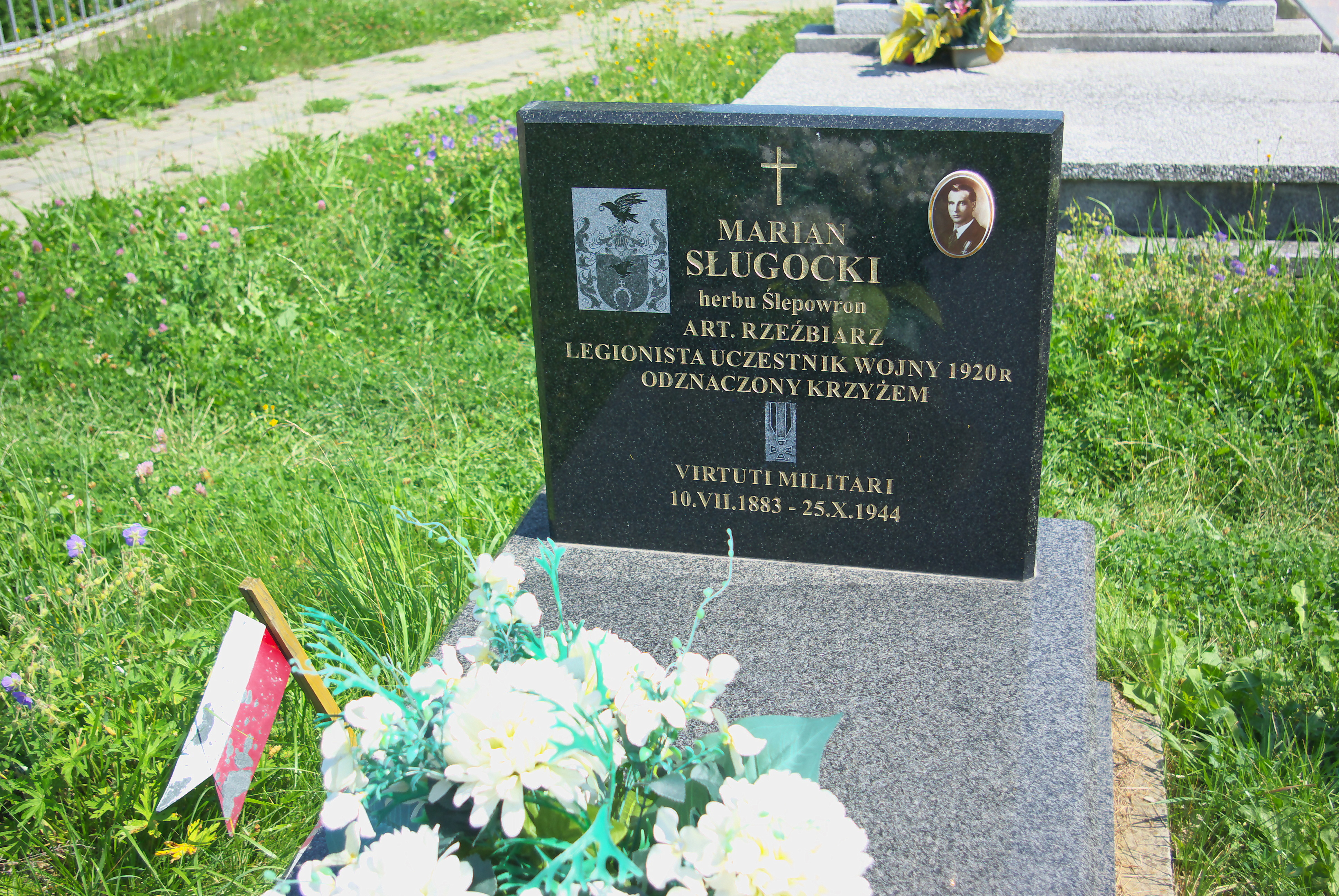
Grób Mariana Sługockiego

## Życiorys
Urodził się 10 lipca 1883 w Krakowie jako syn Józefa i Anny z domu Razowskiej. Studia za granicą: Szwajcaria (stypendysta miasta Krakowa) 1903–1906 Akademia Sztuk Pięknych w Genewie, pracownik Muzeum Polskiego w Rapperswil, uczestnik wystaw artystycznych w Genewie, wykonawca wielu nagrodzonych rzeźb. Niemcy, Monachium 1906 – dodatkowe studia w zakresie rzeźby. Francja (stypendysta Ignacego Paderewskiego) 1906–1909 Akademia Sztuk Pięknych w Paryżu. Dodatkowe studia malarskie. Udział w życiu artystycznym polskich artystów, uczestnictwo w wystawach. Powstanie znanego obrazu „Przebudzenie wiosny” 1908 r..
Po powrocie do kraju – wykładowca na Wyższych Kursach dla Kobiet im. A. Baranieckiego w Krakowie, od 1909 do wybuchu I Wojny Światowej. W okresie I WŚ członek Polskiej Organizacji Wojskowej (POW). Uczestnik wojny polsko-bolszewickiej 1920 (dwukrotnie ciężko ranny), za poderwanie swojego oddziału do pościgu za nieprzyjacielem odznaczony przez marszałka J. Piłsudskiego Orderem Virtuti Militari za udział w Bitwie Warszawskiej.
Po wojnie działalność artystyczna we własnej pracowni w Warszawie (autor wielu pomników na miejscu bitew w wojnie polsko-bolszewickiej na Kresach Wschodnich oraz portretów m.in. znanych polityków i dowódców oraz marszałków sejmu, posłów i senatorów II RP). Prowadził także w swojej pracowni naukę rzeźby oraz nauczał w szkołach średnich rysunku artystycznego. Uczestniczył w corocznych wystawach Towarzystwa Zachęty Sztuk Pięknych w Warszawie.
Podczas II wojny światowej uczestniczył w działaniach ruchu oporu do czerwca 1944 w Warszawie.
Zmarł na gruźlicę w Iwoniczu-Zdroju 10 października 1944. Został pochowany na starym cmentarzu w Iwoniczu.
W 1917 ożenił się z obywatelką brytyjską Heleną Hodder – śpiewaczką operową, primadonną Opery Katowickiej, Poznańskiej i Warszawskiej. Mieli dwóch synów: Ryszarda i Wojciecha.
Jego braćmi byli rzeźbiarze: Franciszek Sługocki i Antoni Sługocki.

## Odznaczenia
- Krzyż Srebrny Orderu Wojskowego Virtuti Militari nr 376[1][3][5]
- Medal Niepodległości[1]